# لو كنت عرفت أنني عبقري (فلم)
لو كنت عرفت أنني عبقري (بالإنجليزية: If I Had Known I Was a Genius)، هُو فيلم دراما كوميدية أمريكي صدر سنة 2007 وأخرجته دومينيك فيرتسكافتر.

## وصلات خارجية
- لو كنت عرفت أنني عبقري على موقع IMDb (الإنجليزية)
- لو كنت عرفت أنني عبقري على موقع روتن توميتوز (الإنجليزية)
- لو كنت عرفت أنني عبقري على موقع نتفليكس (الإنجليزية)
- لو كنت عرفت أنني عبقري على موقع قاعدة بيانات الأفلام العربية
- لو كنت عرفت أنني عبقري على موقع ألو سيني (الفرنسية)
- لو كنت عرفت أنني عبقري على موقع Turner Classic Movies (الإنجليزية)
- لو كنت عرفت أنني عبقري على موقع أول موفي (الإنجليزية)
- لو كنت عرفت أنني عبقري على موقع فيلمافينيتي (الإسبانية)
- لو كنت عرفت أنني عبقري على موقع قاعدة بيانات الفيلم (الإنجليزية)
- لو كنت عرفت أنني عبقري على موقع ليتربوكسد (الإنجليزية)